# Postexpedition
Postexpedition är organisationsform för en typ av fast postinrättning i Sverige. Dessa har funnits under två tidsperioder, se historia. Postexpeditionen har kunnat erbjuda nästan komplett sortiment av Postverkets tjänsteutbud. Den som ansvarade för en postexpedition titulerades under den första perioden postexpeditör och under den andra perioden stationsmästare.
Postexpeditioner har i regel inrättats på orter med större befolkning där det inte funnits ett postkontor eller av andra skäl inte varit befogat att inrätta ett postkontor.

## Historik
År 1849 inrättades de första postexpeditionerna. År 1860 hade antalet växt till 48. År 1874 kom omkring 40 procent av de dåvarande postkontoren att nedklassas till i första hand postexpeditioner, men även till poststationer i några fall. Detta hängde samman med den utbyggnad och omstrukturering som skedde vid denna tid av hela postväsendet i Sverige. Som mest fanns det 132 postexpeditioner (1874).
Organisationsformen postexpedition upphörde att existera 1 januari 1882. Postexpeditionerna upphöjdes då till postkontor, oftast av en lägre klass.
År 1920 återinfördes organisationsformen postexpedition. Det året inrättades fyra nya postexpeditioner. Antalet växte sedan kraftigt fram till slutet på 1960-talet. År 1958 hade antalet passerat 1 000. Poststationer på större orter eller som betjänade större stadsdelar i de större städerna upphöjdes till postexpeditioner under denna tid. Denna organisationsform avskaffades från 1 oktober 1976. Förändringen genomfördes successivt under några år. Postexpeditionerna blev lokalpostkontor i den nya organisationen.

## Administration
I de flesta administrativa sammanhang var postexpeditionerna egna administrativa enheter. De skötte således bokföring och ekonomisk redovisning, samt viss ekonomisk och statistisk rapportering direkt till Generalpoststyrelsen. Under den första perioden kunde de även ha underlydande poststationer, det vill säga en form av arbetsgivaransvar eller ansvar för de kontraktsanställda poststationsföreståndarna. Under den andra perioden förelåg inget sådant ansvar.
Tillfälliga postexpeditioner har inrättats vid speciella större arrangemang.

## Filateli
Alla fasta postexpeditioner har varit utrustade med minst en datumstämpel. Således finns möjlighet att hitta frimärken, försändelser, avier och kvitton med mera med avtryck för den intresserade filatelisten.
Flertalet postexpeditioner, under den andra perioden, har haft två eller flera stämplar samtidigt.
Det är inte vanligt att någon samlar på enbart stämplar från postexpeditioner, utan det är mer vanligt att dessa ingår i så kallade hembygdssamlingar eller samlingar av specifika stämpeltyper.

## Relaterade begrepp
Under en period mellan 1869 och 1952 fanns ångbåtspostexpeditioner inrättade på ett antal ångbåtslinjer inom Sverige (några få på linjer till Norge). Trots namnlikheten var dessa ur organisatorisk och tjänsteutbudssynvinkel mer att betrakta som en enklare poststation (jämför postombud respektive lantbrevbäring).
Det har även funnits sjöpostexpeditioner ombord på fartyg. Dessa enheter har organisatoriskt varit mycket lika de vanliga postexpeditionerna.
På järnvägarna har en direkt motsvarighet till postexpeditionen i form av postkupéexpeditioner varit inrättade i ett betydande antal.